# Léon Orthel
Léon Orthel (Roosendaal, 4 de outubro de 1905 — Haia, 6 de setembro de 1985) foi um compositor, pianista e professor de música neerlandês.
Ele estudou violino com Spoor, piano com Beijnum e composição com Johan Wagenaar no Conservatório Real de Haia. Durante um ano (de 1928 a 1929), estudou na Hochschule für Musik de Berlim com Paul Juon e Curt Sachs. A seguir, voltou a estudar com seu antigo professor na Haia (1929-1930).
No início de sua carreira, ele apresentou-se várias vezes como pianista com orquestra e com conjuntos de música de câmara. Mais tarde, ele passou a apresentar-se interpretando suas próprias canções.
Ele lecionou piano no Conservatório Real de Haia de 1941 até o final de 1970 e composição no Conservatório de Amsterdã de 1949 até setembro de 1970.
Sua Terceira Sinfonia e sua Quinta Sinfonia foram premiadas pelo Reino em 1946 e 1962, respectivamente. Em 1960, ele recebeu o prêmio Visser Neerlandiaprijs por sua Segunda Sinfonia. Em 1973 recebe pelo conjunto da sua obra o prêmio Johan Wagenaar.